# واماندی (حوزه سرشماری)، ویسکانسین
واماندی (به انگلیسی: Waumandee) یک منطقهٔ مسکونی در ایالات متحده آمریکا است که در شهرستان بوفالو، ویسکانسین واقع شده‌است. واماندی ۶۸ نفر جمعیت دارد و ۲۳۴٫۰۹ متر بالاتر از سطح دریا واقع شده‌است.